# Apatauyan
Apatauyan är en ort i Mexiko.   Den ligger i kommunen Atempan och delstaten Puebla, i den sydöstra delen av landet, 180 km öster om huvudstaden Mexico City. Apatauyan ligger 2 172 meter över havet och antalet invånare är 1 700.
Terrängen runt Apatauyan är bergig, och sluttar norrut. Runt Apatauyan är det ganska tätbefolkat, med 179 invånare per kvadratkilometer. Närmaste större samhälle är Teziutlan, 9,1 km öster om Apatauyan. I omgivningarna runt Apatauyan växer huvudsakligen savannskog.